# みなみじゅうじ座イプシロン星
みなみじゅうじ座ε星は、みなみじゅうじ座の恒星で、十字を形作る4つの星に次いで明るい4等星である。

## 特徴
オレンジ色の巨星である。みなみじゅうじ座の明るい4つの星とともに、オーストラリア、パプアニューギニア、サモア、ブラジルの国旗に描かれている。ブラジルの国旗においてはエスピリトサント州を象徴する星とされている。

## 名称
2017年11月17日、国際天文学連合の恒星の命名に関するワーキンググループ (Working Group on Star Names, WGSN) は、みなみじゅうじ座ε星の固有名として、Ginan を正式に定めた。Ginan は、オーストラリアのノーザン・テリトリーに住むオーストラリア先住民のWardaman族の創世神話に登場する「歌の虫」に由来する。
ポルトガル語で「でしゃばり」「おせっかい」を意味する言葉に由来する呼称のイントロメティダ (葡: Intrometida) と呼ばれることもあった。